# Gregorova Vieska
Gregorova Vieska é um município da Eslováquia, situado no distrito de Lučenec, na região de Banská Bystrica. Tem 4,79 km² de área e sua população em 2018 foi estimada em 143 habitantes.

## Demografia
| Ano:        | 1994 | 2004   | 2014   | 2024   |
| ----------- | ---- | ------ | ------ | ------ |
| Broj ljudi: | 137  | 144    | 141    | 140    |
| Razlika:    |      | +5,10% | -2,08% | -0,70% |

| Ano:               | 2023 | 2024 |
| ------------------ | ---- | ---- |
| Número de pessoas: | 140  | 140  |
| Diferença:         |      | +0%  |